# III народно събрание
Третото народно събрание е третият поред парламент на Народна република България. Ако се спази номерацията на предходните парламенти, то е XXIX поред Обикновено народно събрание. Открито е на 22 декември 1957 г. и закрито на 24 февруари 1962 г.

## Избори
На изборите за парламент за ОФ гласуват 5 204 027 избирателя или общо 99,95 % от всички избиратели. Избрани са общо 254 народни представители, от които 213 мъже и 41 жени. От всички депутати 162 души са от БКП, 65 от БЗНС, 10 от ДКМС и 17 са безпартийни.

## Място
Заседанието се провежда в сградата на Народното събрание.

## Сесии
- I извънредна 13 – 14 януари 1958
- I редовна 1 – 7 февруари 1958
- II редовна 1 – 4 ноември 1958
- II извънредна 30 ноември 1958
- III редовна 1 – 4 февруари 1959
- III извънредна 3 юли 1959
- IV редовна 2 – 3 ноември 1959
- IV извънредна 21 – 25 декември 1959
- V редовна 1 – 2 февруари 1960
- V извънредна 7 – 9 март 1960
- VI редовна 1 – 3 ноември 1960
- VI извънредна 16 – 20 декември 1960
- VII редовна 1 – 2 февруари 1961
- VII извънредна 20 – 21 юни 1961
- VIII редовна 1 – 4 ноември 1961

## Председател на бюрото на Народното събрание
- Фердинанд Козовски

### Подпредседатели на бюрото на Народното събрание
- Петър Танчев (1958 – 1961)
- Екатерина Аврамова
- Петър Попзлатев

## Председател на Президиума на Народното събрание
- Георги Дамянов
- Димитър Ганев